# Istituto nazionale di fisica nucleare
 (décembre 2021).
L'Istituto nazionale di fisica nucleare en français : « Institut national de physique nucléaire », également désigné par son acronyme  INFN, est un établissement public de recherche italien voué à la physique nucléaire dont le siège se trouve à Rome.

## Domaines de recherche
L'IBFN rassemble des chercheurs qui tentent de découvrir les mécanismes et les composants fondamentaux de la matière. Pour y parvenir ils inventent et mettent au point des technologies innovantes qui permettent d'effectuer des mesures particulièrement précises.

## Établissements
L'INFN est un établissement public de recherche rattaché au Ministero dell'Istruzione, e della Ricerca dell'Università (Ministère de l'Éducation, de l'Université et de la Recherche). En 2012 il disposait d'un budget de 335 millions € et employait  1764 personnes dont 586 chercheurs et 144 doctorants et 63 post doctorants étrangers.
L'INFN comprend 4 laboratoires nationaux et 20 divisions :
- Les laboratoires hébergent de grands équipements et infrastructures qui sont mis à disposition de la communauté scientifique nationale et internationale
- Les 20 divisions et les 10 groupes rattachés sont basés dans les départements de physique des universités et permettent ainsi une collaboration étroite entre l'INFN et le monde universitaire.

Les laboratoires nationaux sont :
- Laboratori nazionali di Frascati (it) (LNF) installé à Frascati à 20 km de Rome héberge des accélérateurs de particules
- Laboratoire national du Gran Sasso (LNGS) installé dans le massif de Gran Sasso est la plus grande installation souterraine de recherche du monde. Plusieurs expériences sont installées pour permettre la détection et la mesure des neutrinos
- Laboratori nazionali di Legnaro (it) (LNL) installé à Legnaro près de Padoue
- Laboratori nazionali del Sud (LNS)

Les Centres nationaux sont :
- Centro Nazionale Analisi Fotogrammi (CNAF), Bologne
- Galileo Galilei Institute for Theoretical Physics (GGI), Florence
- Trento Institute for Fundamental Physics and Applications (TIFPA), Trente